# Zanfina Ismajli
Zanfina Ismajli (* 10. Mai 1985 in Priština, SFR Jugoslawien, heute Kosovo), auch Zanfina Ismaili, ist eine kosovarische RnB-Pop-Sängerin und Schwester der Pop-Sängerin Adelina Ismajli. 2006 gewann sie das Musikfestival Çelësi Muzikor Veror („Der Sommer-Musik-Schlüssel“) mit dem Song As I Fundit As I Pari („Nicht Der Erste Nicht Der Letzte“). 2007 gewann sie beim bekannten Top Fest '04 in Tirana, Albanien, den Digitalb-Preis.
Zanfina Ismajli hat Jura an der Universität Priština studiert.

## Diskografie

### Alben
- 2006: Një Puthje („Ein Kuss“)

### Singles
- 2005: Gajdexhiu („Der Gajdespieler“)
- 2005: Dashnorët E Ferrarit („Die Liebhaber Der Ferraris“)
- 2006: Kokaina („Das Kokain“)
- 2006: Shumë Simpatik („Sehr Sympathisch“)
- 2006: As I Fundit As I Pari („Nicht Der Erste und Nicht Der Letzte“)
- 2006: Tradhëti Po Të Vjen Era („Du Stinkst Nach Betrug“)
- 2007: Ti S'Do T'Ja Dish Për Mua („Du willst Nichts Über Mich Wissen“)
- 2007: Dy Motra Një Frajër („Zwei Schwestern Ein Liebhaber“) mit Adelina Ismajli
- 2007: Partizani I Vogël („Kleiner Partisan“)
- 2008: Nga 1 deri 10 („Von 1 Bis 10“)
- 2009: Le Të Vdesë Në Buzët E Tua („Lass Mich Auf Deinen Lippen Sterben“)